# Ole Stephansen
 Ikke at forveksle med Ole Stephensen.
Ole Stephansen (født 28. maj 1714, død 13. juli 1791) var en dansk søofficer.
Han var søn af købmand i Horsens Stephan Jacobsen (død 13. november 1728, 64 år gammel) og Bodil Olufsdatter (død 6. oktober 1728). Han blev sekondløjtnant i Søetaten 1737, premierløjtnant 1740, kaptajnløjtnant 1746, kaptajn 1755, kommandørkaptajn 1763, kommandør 1769, kontreadmiral 1770 og viceadmiral 1790.
Stephansen sendtes 1739-42 til England for at studere; efter sin hjemkomst var han hvert år indtil 1749 udkommanderet. 1750 ansattes han som ekvipage- og takkelmester ved den nyoprettede flådestation i Norge, Frederiksværn, året derpå tillige som kommandant på det derværende kastel. Efter sin tilbagekomst til Danmark 1756 var han i en årrække skibschef i de udrustede eskadrer. 1758, da han med fregatten Dokken skulle overføre tropper fra Norge til Jylland, havde han det uheld at sætte skibet på grund ud for Sæby. 1765 fik han som deltager i Christian Conrad Danneskiold-Laurvigs kendte forsøg på at bortføre jomfru Mette Marie Rose en irettesættelse. 1771 sendtes han som chef for orlogsskibet Sejeren til Middelhavet sammen med et andet orlogsskib og et såkaldt "Presentskib" til Dejen af Algier. For at varetage koffardifartens interesser blev han på denne station i 2 år. Stephansen var herefter ikke oftere udkommanderet, derimod anvendtes han i sin øvrige funktionstid dels som medlem af, dels som præses for en mængde krigsretter i sager, der i dette tidsrum påførtes forskellige søofficerer, af hvilke de mest kendte navne er Peter Schiønning og Jacob Arenfeldt, sidstnævnte for hans forhold i Båhus Len med en galejflotille 1788. Stephansen døde 13. juli 1791.
Han blev 9. maj 1747 gift med Sara Finde Raffensberg, der døde, 28 år gammel, kort efter brylluppet.